# Kazachs voetbalelftal in 2000
Het Kazachs voetbalelftal speelde in totaal tien interlands in het jaar 2000, het negende jaar als onafhankelijke staat nadat het land decennialang deel had uitgemaakt van de Sovjet-Unie. De ploeg stond onder leiding van bondscoach Voit Talgayev (negen duels) en Vladimir Fomichyov (één duel). Op de in 1993 geïntroduceerde FIFA-wereldranglijst steeg Kazachstan in 2000 van de 125ste (januari 2000) naar de 120ste plaats (december 2000).

## Balans
| Wedstrijden | Wedstrijden | Wedstrijden | Wedstrijden | Doelpunten | Doelpunten | Doelpunten | Punten |
| Gespeeld    | Winst       | Gelijk      | Verlies     | Voor       | Tegen      | Saldo      | Punten |
| ----------- | ----------- | ----------- | ----------- | ---------- | ---------- | ---------- | ------ |
| 10          | 5           | 0           | 5           | 18         | 14         | +4         | 1.000  |

## Interlands
|                                                    |         |                  |            |                                                                          |
| 20 maart Vriendschappelijk № 39 «onderlinge duels» | Bahrein | 0 – 1            | Kazachstan | Al Ahli Stadion, Manamah Toeschouwers: onbekend Scheidsrechter: onbekend |
| 20 maart Vriendschappelijk № 39 «onderlinge duels» |         | ??' Igor Avdeyev |            | Al Ahli Stadion, Manamah Toeschouwers: onbekend Scheidsrechter: onbekend |

|                                                        |          |                  |            |                                                                        |
| 31 maart Asia Cup kwalificatie № 40 «onderlinge duels» | Jordanië | 0 – 1            | Kazachstan | Al-Sadd Stadion, Doha Toeschouwers: 4.500 Scheidsrechter: Jun Lu (CHN) |
| 31 maart Asia Cup kwalificatie № 40 «onderlinge duels» |          | 10' Igor Avdeyev |            | Al-Sadd Stadion, Doha Toeschouwers: 4.500 Scheidsrechter: Jun Lu (CHN) |

|                                                       |                                                                  |       |                  |                                                                              |
| 2 april Asia Cup kwalificatie № 41 «onderlinge duels» | Qatar                                                            | 3 – 1 | Kazachstan       | Al-Sadd Stadion, Doha Toeschouwers: 6.000 Scheidsrechter: Jalal Moradi (IRN) |
| 2 april Asia Cup kwalificatie № 41 «onderlinge duels» | Yasser Nazmi 36' Mubarak Mustafa 39' Mohammed Salem Al-Enazi 73' |       | 82' Igor Avdeyev | Al-Sadd Stadion, Doha Toeschouwers: 6.000 Scheidsrechter: Jalal Moradi (IRN) |

|                                                       |           |                                           |            |                                                                              |
| 6 april Asia Cup kwalificatie № 42 «onderlinge duels» | Palestina | 0 – 2                                     | Kazachstan | Al-Sadd Stadion, Doha Toeschouwers: 2.500 Scheidsrechter: Jalal Moradi (IRN) |
| 6 april Asia Cup kwalificatie № 42 «onderlinge duels» |           | 38' Askhat Kadyrkulov 90' Oleg Litvinenko |            | Al-Sadd Stadion, Doha Toeschouwers: 2.500 Scheidsrechter: Jalal Moradi (IRN) |

|                                                       |                                                                                    |       |          |                                                                              |
| 8 april Asia Cup kwalificatie № 43 «onderlinge duels» | Kazachstan                                                                         | 4 – 0 | Pakistan | Al-Sadd Stadion, Doha Toeschouwers: 3.000 Scheidsrechter: Jalal Moradi (IRN) |
| 8 april Asia Cup kwalificatie № 43 «onderlinge duels» | Viktor Zoebarev 21' Viktor Zoebarev 43' Andrey Kucheryavyh 61' Aleksey Klishin 72' |       |          | Al-Sadd Stadion, Doha Toeschouwers: 3.000 Scheidsrechter: Jalal Moradi (IRN) |

|                                              |                                                  |       |            |                                                                                        |
| 24 mei West Asia Cup № 44 «onderlinge duels» | Iran                                             | 3 – 0 | Kazachstan | Koning Abdullah Stadion, Amman Toeschouwers: 2.000 Scheidsrechter: Salem Mujghef (JOR) |
| 24 mei West Asia Cup № 44 «onderlinge duels» | Ali Karimi 6' Vahid Hashemian 45' Ali Karimi 73' |       |            | Koning Abdullah Stadion, Amman Toeschouwers: 2.000 Scheidsrechter: Salem Mujghef (JOR) |

|                                              |                                                                                       |       |            |                                                                                             |
| 26 mei West Asia Cup № 45 «onderlinge duels» | Syrië                                                                                 | 4 – 0 | Kazachstan | Koning Abdullah Stadion, Amman Toeschouwers: 2.000 Scheidsrechter: Hazim Hussein Issa (IRQ) |
| 26 mei West Asia Cup № 45 «onderlinge duels» | Ahmad Azzam 26' Mohammad Al-Boushi 56' Nihad Al Haj Mustafa 57' Mohammed Al-Bitar 82' |       |            | Koning Abdullah Stadion, Amman Toeschouwers: 2.000 Scheidsrechter: Hazim Hussein Issa (IRQ) |

|                                              |                                    |       |                                                                       |                                                                                        |
| 28 mei West Asia Cup № 46 «onderlinge duels» | Palestina                          | 2 – 3 | Kazachstan                                                            | Koning Abdullah Stadion, Amman Toeschouwers: 3.000 Scheidsrechter: Salem Mujghef (JOR) |
| 28 mei West Asia Cup № 46 «onderlinge duels» | Fadi Al-Diab 55' Adel Al-Faran 83' |       | 29' Askhat Kadyrkulov 44' Vyacheslav Bogatyryov 88' Askhat Kadyrkulov | Koning Abdullah Stadion, Amman Toeschouwers: 3.000 Scheidsrechter: Salem Mujghef (JOR) |

|                                                     |                          |       |            |                                                                                        |
| 7 oktober Vriendschappelijk № 47 «onderlinge duels» | Saoedi-Arabië            | 1 – 0 | Kazachstan | Koning Abdullah Stadion, Amman Toeschouwers: 3.000 Scheidsrechter: Salem Mujghef (JOR) |
| 7 oktober Vriendschappelijk № 47 «onderlinge duels» | Doelpuntenmaker onbekend |       |            | Koning Abdullah Stadion, Amman Toeschouwers: 3.000 Scheidsrechter: Salem Mujghef (JOR) |

|                                                       |                           |       |                                                |                                                                              |
| 10 december Vriendschappelijk № 48 «onderlinge duels» | VA Emiraten               | 5 – 2 | Kazachstan                                     | Zayed Sports City, Abu Dhabi Toeschouwers: onbekend Scheidsrechter: onbekend |
| 10 december Vriendschappelijk № 48 «onderlinge duels» | Doelpuntenmakers onbekend |       | 11' Roeslan Baltiev 76' (pen.) Roeslan Baltiev | Zayed Sports City, Abu Dhabi Toeschouwers: onbekend Scheidsrechter: onbekend |

## FIFA-wereldranglijst
| JAN | FEB | MAR | APR | MEI | JUN | JUL | AUG | SEP | OKT | NOV | DEC |
| --- | --- | --- | --- | --- | --- | --- | --- | --- | --- | --- | --- |
| 125 | 126 | 127 | 119 | 116 | 116 | 116 | 117 | 118 | 119 | 121 | 120 |

## Statistieken
| Oleg Voskoboinikov    | 1971-07-04 | Zhenis Astana            | 5 | 1 | 0 | 24 | 0 |
| Naken Kyrykbaev       | 1975-08-29 | Taraz Dzhambul           | 2 | 0 | 0 | 2  | 0 |
| David Loria           | 1981-10-31 | Zhenis Astana            | 1 | 1 | 0 | 2  | 0 |
| Nurlan Abuov          | 1969-04-24 | Kaysar Kyzylorda         | 1 | 0 | 0 | 1  | 0 |
| Konstantin Ledovskikh | 1972-07-12 | FK Zjemtsjoezjina Sotsji | 1 | 0 | 0 | 1  | 0 |
| Verdediging           |            |                          |   |   |   |    |   |
| Aleksandr Familtsev   | 1975-08-03 | Access Petropavl         | 8 | 1 | 0 |    |   |
| Samat Smakov          | 1978-12-08 | Rostselmash Rostov       | 5 | 0 | 0 |    |   |
| Erlan Yeleusinov      | 1972-07-02 | Kairat Almaty            | 4 | 1 | 0 | 5  | 0 |
| Ruslan Gumar          | 1973-11-18 | Access Petropavl         | 4 | 0 | 0 |    |   |
| Vyacheslav Bogatyrev  | 1977-10-12 | Kairat Almaty            | 3 | 0 | 1 | 3  | 1 |
| Nurmat Mirzabaev      | 1972-11-11 | Access Petropavl         | 3 | 0 | 0 |    |   |
| Aydar Kumisbekov      | 1979-02-09 | Kairat Almaty            | 2 | 2 | 0 | 4  | 0 |
| Almas Kulshinbaev     | 1975-10-20 | Kairat Almaty            | 2 | 1 | 0 |    |   |
| Oleg Lotov            | 1975-11-21 | Zhenis Astana            | 2 | 1 | 0 |    |   |
| Sergey Kozulin        | 1980-09-09 | Zhenis Astana            | 2 | 0 | 0 | 2  | 0 |
| Konstantin Gorovenko  | 1977-01-10 | Kairat Almaty            | 1 | 1 | 0 | 2  | 0 |
| Dmitriy Kishchenko    | 1979-03-29 | Nyva Vinnytsja           | 1 | 0 | 0 | 1  | 0 |
| Sergey Timofeev       | 1965-03-05 | Access Petropavl         | 1 | 0 | 0 |    |   |
| Sergey Kirov          | 1978-02-04 | Kairat Almaty            | 0 | 1 | 0 |    |   |
| Maksim Samchenko      | 1979-05-05 | Vostok Oskemen           | 0 | 1 | 0 | 1  | 0 |
| Middenveld            |            |                          |   |   |   |    |   |
| Igor Avdeev           | 1973-01-10 | Access Petropavl         | 6 | 0 | 3 |    |   |
| Askhat Kadyrkulov     | 1974-11-14 | Kairat Almaty            | 5 | 3 | 3 |    |   |
| Sergey Kalabukhin     | 1972-04-29 | Access Petropavl         | 5 | 0 | 0 |    |   |
| Konstantin Kotov      | 1973-10-07 | Zhenis Astana            | 4 | 1 | 0 |    |   |
| Azamat Niyazymbetov   | 1974-03-25 | Zhenis Astana            | 4 | 1 | 0 |    |   |
| Andrey Kucheryavykh   | 1970-09-24 | Access Petropavl         | 4 | 0 | 1 |    |   |
| Yuriy Krotov          | 1978-05-12 | Irtysh Pavlodar          | 3 | 0 | 0 | 3  | 0 |
| Andrey Tetushkin      | 1971-08-19 | Kairat Almaty            | 3 | 0 | 0 |    |   |
| Andrey Miroshnichenko | 1968-12-21 | Kairat Almaty            | 2 | 3 | 0 |    |   |
| Roeslan Baltiev       | 1978-09-16 | Access Petropavl         | 2 | 2 | 2 |    |   |
| Aleksey Klishin       | 1973-10-01 | Access Petropavl         | 2 | 2 | 1 |    |   |
| Evgeniy Sveshnikov    | 1973-10-06 | Irtysh Pavlodar          | 2 | 0 | 0 |    |   |
| Dmitriy Mamonov       | 1978-04-26 | Kairat Almaty            | 1 | 1 | 0 | 2  | 0 |
| Maksim Shevchenko     | 1980-03-27 | Nosta Novotroitsk        | 1 | 0 | 0 | 1  | 0 |
| Dmitri Bjakov         | 1978-04-09 | Kairat Almaty            | 0 | 1 | 0 | 1  | 0 |
| Andrei Karpovich      | 1981-01-18 | Elimay Semey             | 0 | 1 | 0 | 1  | 0 |
| Aanval                |            |                          |   |   |   |    |   |
| Oleg Litvinenko       | 1973-11-22 | Kairat Almaty            | 7 | 0 | 1 |    |   |
| Viktor Zoebarev       | 1973-04-10 | Apollon Limassol         | 4 | 1 | 2 |    |   |
| Dmitriy Galich        | 1977-10-26 | Dostyk Shymkent          | 3 | 1 | 0 | 4  | 0 |
| Vladimir Loginov      | 1974-01-05 | Kaysar Kyzylorda         | 1 | 2 | 0 |    |   |
| Nurken Mazbaev        | 1972-07-04 | Zhenis Astana            | 1 | 2 | 0 |    |   |
| Yevgeniy Lunyov       | 1976-04-26 | Sjachtjor Karaganda      | 1 | 1 | 0 | 2  | 0 |
| Vladimir Niederhaus   | 1967-08-13 | Zhenis Astana            | 1 | 0 | 0 |    |   |
| Erlan Urazaev         | 1979-04-04 | Zhetysu Taldykorgan      | 0 | 1 | 0 | 1  | 0 |

KFF · A-internationals · Bondscoaches · Statistieken · Kazachs vrouwenelftal · Olympisch elftal · Kazachstan U21 · Kazachstan U20 · Kazachstan U19 · Kazachstan U18 · Kazachstan U17
1992 – 1999 · 2000 – 2009 · 2010 – 2019 · 2020 – 2029
1992 · 1993 · 1994 · 1995 · 1996 · 1997 · 1998 · 1999 · 2000 · 2001 · 2002 · 2003 · 2004 · 2005 · 2006 · 2007 · 2008 · 2009 · 2010 · 2011 · 2012 · 2013 · 2014 · 2015 · 2016 · 2017 · 2018 · 2019 · 2020 · 2021 · 2022 · 2023 ·
2024 · 2025
Albanië ·
Andorra ·
Armenië ·
Azerbeidzjan ·
Bahrein ·
België ·
Bosnië en Herzegovina ·
Bulgarije ·
Burkina Faso ·
China ·
Curaçao ·
Cyprus ·
Denemarken ·
Duitsland ·
Engeland ·
Estland ·
Faeröer ·
Finland ·
Frankrijk ·
Georgië ·
Griekenland ·
Hongarije · 
Ierland ·
IJsland ·
Irak ·
Iran ·
Japan ·
Jordanië ·
Kirgizië ·
Koeweit ·
Kroatië ·
Laos ·
Letland ·
Libanon ·
Libië ·
Liechtenstein ·
Litouwen ·
Litouwen ·
Luxemburg ·
Malta ·
Moldavië ·
Montenegro ·
Nederland ·
Nepal ·
Noord-Ierland ·
Noord-Korea ·
Noord-Macedonië ·
Noorwegen ·
Oekraïne ·
Oezbekistan ·
Oman ·
Oostenrijk ·
Pakistan ·
Palestina ·
Polen ·
Portugal ·
Qatar ·
Roemenië ·  
Rusland ·
San Marino ·
Saoedi-Arabië ·
Schotland ·
Servië ·
Singapore ·
Slovenië ·
Slowakije ·
Syrië ·
Tadzjikistan ·
Thailand ·
Tsjechië ·
Turkmenistan ·
Turkije ·
Verenigde Arabische Emiraten ·
Vietnam ·
Wales ·
Wit-Rusland ·
Zuid-Korea ·
Zweden